# Licorice Pizza
Licorice Pizza es una película de comedia romántica escrita y dirigida por Paul Thomas Anderson, quien también se desempeña como uno de los productores y directores de fotografía de la película. La cinta está protagonizada por Alana Haim, Cooper Hoffman, Sean Penn, Tom Waits, Bradley Cooper y Benny Safdie.
Licorice Pizza se estrenó en los Estados Unidos en cines selectos el 26 de noviembre de 2021 y se estrenó ampliamente el 25 de diciembre de 2021. La película fue aclamada por la crítica y recibió tres nominaciones en el 94.ª edición de los Premios Óscar: Mejor película, Mejor director, y Mejor guion original. También recibió tres premios del National Board of Review, incluyendo Mejor película, fue nombrada una de las mejores películas de 2021 por el American Film Institute, y recibió cuatro nominaciones en la 79.ª Edición de los Premios Globo de Oro, incluidas Mejor película - Comedia o musical, junto con ocho nominaciones en la 27.ª edición de los Premios de la Crítica Cinematográfica, incluyendo Mejor película y cinco nominaciones en el 75.ª edición de los Premios BAFTA.

## Reparto
- Alana Haim como Alana Kane
- Cooper Hoffman como Gary Valentine[4]
- Sean Penn como Jack Holden[4]
- Tom Waits como Rex Blau
- Bradley Cooper como Jon Peters
- Benny Safdie como Joel Wachs
- Skyler Gisondo como Lance
- Mary Elizabeth Ellis como Momma Anita
- John Michael Higgins como Jerry Frick[5]
- Christine Ebersole como Lucy Doolittle[4]
- Harriet Sansom Harris como Mary Grady[6]
- Ryan Heffington como Steve
- Nate Mann como Brian
- Joseph Cross como Matthew
- George DiCaprio como Mr. Jack
- Ray Chase como B. Mitchel Reed
- Emma Dumont como Brenda
- Yumi Mizui como Mioko
- Megumi Anjo como Kimiko
- Maya Rudolph como Gale
- John C. Reilly como Fred Gwynne
- Dan Chariton como Sam Harpoon

Las hermanas de Haim Danielle y Este, su padre Moti y su madre Donna también aparecen como la familia de Alana Kane. También aparecen los hijos de Anderson y Rudolph.

## Producción

### Desarrollo
Alrededor de 2001, Anderson estaba caminando por una escuela secundaria en Los Ángeles el día de la foto. Observó a uno de los estudiantes regañar a la fotógrafa y tuvo una idea de que el estudiante tenía una relación adulta con el fotógrafo. El guion de Licorice Pizza evolucionó a partir de esta experiencia y las historias adicionales que le contó a Anderson su amigo Gary Goetzman, que era un actor infantil que había protagonizado la película Yours, Mine and Ours con Lucille Ball, apareció en The Ed Sullivan Show y, finalmente, fundó una empresa de camas de agua y un arcade de pinball. Goetzman una vez entregó una cama de agua a la casa de Jon Peters. Anderson consideró Fast Times at Ridgemont High y American Graffiti como las principales influencias en la creación de Licorice Pizza. 
Anderson recibió permiso de Jon Peters para desarrollar un personaje basado en él, con la única condición de que se usara el piropo favorito de Peters. Anderson pasó a crear una "versión monstruosa" de Peters basada en los productores de Hollywood de la década de 1970 que tenían "una reputación de mucha valentía y energía agresiva". 
El título provisional de la película se informó en noviembre de 2020 siendo Soggy Bottom. En septiembre de 2021, la película se tituló oficialmente Licorice Pizza, nombre de una antigua cadena de tiendas de discos en el sur de California. Anderson explicó: "Si hay dos palabras que me hacen tener una respuesta pavloviana y un recuerdo de ser un niño y correr, son 'regaliz' y 'pizza' [...] Me lleva instantáneamente a esa época". Agregó que las palabras "parecían abarcar la sensación de la película [...] que van bien juntas y tal vez capturan un estado de ánimo".

### Casting
Anderson escribió el guion pensando en Alana Haim y le ofreció el papel principal en el verano de 2019. Él tiene una conexión cercana con su banda Haim, habiendo dirigido varios de sus videos musicales, y es un amigo cercano de la familia Haim. Las hermanas de Haim, Este y Danielle, y sus padres, Mordechai y Donna, también fueron elegidos para interpretar los papeles de su familia. Cooper Hoffman, el hijo de Philip Seymour Hoffman, fue elegido al final del proceso después de que Anderson encontrara a los jóvenes actores en audición demasiado "precoces" y "entrenados" para coincidir con el estilo naturalista de la actuación de Haim. Licorice Pizza marca el debut cinematográfico de Haim y Hoffman. Descrito como un "proyecto de familia y amigos" por Los Angeles Times, la película también presenta a la esposa de Anderson, Maya Rudolph, sus cuatro hijos y muchos de sus amigos del vecindario en varios roles.

### Rodaje
La fotografía principal comenzó en Encino, California, en agosto de 2020. En noviembre de 2020, se informó que la fotografía principal había terminado y había comenzado la postproducción. Una mansión Tudor anteriormente propiedad del actor Lyle Wagoner se usó para escenas en la casa de Jon Peters. Tail o 'the Cock, un famoso restaurante local que fue demolido en 1987, fue recreado para la película en el campo de golf Van Nuys. Haim pasó una semana aprendiendo a conducir camiones y realizó su propia maniobra en la que hizo retroceder un camión cuesta abajo.
Anderson y Michael Bauman (que comparten crédito de director de fotografía) filmaron Licorice Pizza en una película de 35 mm, utilizando lentes más antiguos para crear la textura de película de los años setenta.

## Música
Jonny Greenwood de Radiohead compuso las pistas de la banda sonora de la película. El primer avance de la película, que se lanzó en línea el 27 de septiembre de 2021, estaba ambientado en "Life on Mars?" De David Bowie.
La banda sonora oficial fue lanzada por Republic Records. Se incluyen algunas de las canciones que aparecen en la película, así como una de las pistas originales compuestas por Greenwood.

## Estreno
El 18 de diciembre de 2019, Focus Features aceptó producir y distribuir la película. El 17 de julio de 2020, Metro-Goldwyn-Mayer adquirió los derechos de distribución de la película de Focus. El 17 de julio de 2020, se informó que MGM establecería una nueva fecha de estreno debido a la pandemia de COVID-19.
La película se estrenó en cines selectos en los Estados Unidos el 26 de noviembre de 2021, y fue seguida por un estreno a nivel nacional el 25 de diciembre de 2021.

## Recepción

### Crítica
Licorice Pizza recibió reseñas generalmente positivas de parte de la crítica y de la audiencia. En el sitio web especializado Rotten Tomatoes, la película posee una aprobación de 90%, basada en 325 reseñas, con una calificación de 8.3/10 y con un consenso crítico que dice: "Licorice Pizza encuentra a Paul Thomas Anderson cambiando a un equipo sorprendentemente cómodo -- y obteniendo actuaciones potencialmente estelares de sus protagonistas frescos." De parte de la audiencia tiene una aprobación de 61%, basada en más de 2500 votos, con una calificación de 3.4/5.
El sitio web Metacritic le dio a la película una puntuación de 90 de 100, basada en 55 reseñas, indicando "aclamación universal". En el sitio IMDb los usuarios le asignaron una calificación de 7.1/10, sobre la base de más de 135 000 votos. En la página web FilmAffinity la cinta tiene una calificación de 6.5/10, basada en 17 305 votos.

### Premios Óscar
| Año  | Categoría            | Persona                                         | Resultado |
| ---- | -------------------- | ----------------------------------------------- | --------- |
| 2021 | Mejor película       | Sara Murphy, Adam Somner y Paul Thomas Anderson | Nominada  |
| 2021 | Mejor director       | Paul Thomas Anderson                            | Nominado  |
| 2021 | Mejor guion original | Paul Thomas Anderson                            | Nominado  |